# Sociologie de la mode
 (novembre 2023).
La sociologie de la mode est une branche de la sociologie qui étudie la mode.
La mode est un sujet paradoxal pour la sociologie. Il convient de se demander s'il s'agit d'un sujet de recherche, quelles caractéristiques pourraient refléter sa situation actuelle ou quelles circonstances historiques pourraient l'expliquer. S'il existe des études sur la mode, il ne semble pas exister de champ majeur constitué autour de ce sujet particulier ni de domaines de recherche privilégiant l'approche sociologique en ce qu'elle a de plus classique.
Depuis le XIXe siècle, la manière de se vêtir est soumise à « la mode », phénomène social évolutif, dont la naissance coïncide avec celle de la « société des individus ».

## Contribution de Veblen et Bell
Dès la fin du XIXe siècle, la sociologie commence à considérer la mode comme objet d'étude. Thorstein Veblen apporte sa contribution avec l'un de ses premiers ouvrages sur le sujet,Theory of The Leisure Class, publié aux États-Unis en 1899. Bien que le livre décrive les objets de consommation et les vêtements de luxe plutôt que les vêtements ordinaires, la « théorie de la mode de Veblen » devient une référence car un demi-siècle plus tard, en 1947, elle est reprise dans l'ouvrage de Quentin Bell intitulé  On Human Finery. An Essay on the Sociology of Dress, écrit en 1947, décrit une nouvelle approche qui s'appuie sur la théorie de Veblen. Cependant, dès 1976, Bell ne juge pas nécessaire de modifier son analyse du phénomène et réaffirme sa confiance dans l'œuvre séminale antérieure de Veblen.

## Contribution de Georg Simmel
Une deuxième étude notable sur la sociologie de la mode trouve son origine à la fin du XIXe  et au début du  XXe siècle avec Georg Simmel et son livre intitulé Fashion, publié en 1904.

## Contribution de Bourdieu
En 1975, Pierre Bourdieu et  Yvette Delsaut publient le texte Le Couturier et sa griffe : contribution à une théorie de la magie dans le premier numéro des Actes de la recherche en sciences sociales.
La mode est soumise à une analyse sociologique non seulement dans le domaine de la consommation mais aussi dans celui de la production, les maisons de couture étant analysées comme des entités occupant des positions spécifiques dans le domaine.
Bourdieu poursuit son étude dans son ouvrage La Distinction : Critique sociale du jugement, probablement son œuvre la plus marquante.

## Sociologie
La sociologie de la mode est en évolution. Il reste difficile de définir l'« objet mode » en termes purement sociologiques. Néanmoins, malgré des textes fondateurs, la sociologie de la mode ne s'est pas développée en un véritable domaine.
La mode est un phénomène social, et en tant que tel, il n'y a aucune raison pour qu'elle ne soit pas soumise au même traitement sociologique que tous les autres faits sociaux.

## Définition
La définition de la mode est multiple. La mode est une forme d'imitation et d'égalisation sociale. En changeant sans cesse, elle différencie les époques et les classes sociales. L'élite lance la mode et lorsque la masse l'imite dans le but d'effacer les distinctions extérieures de classe, elle l'abandonne pour une nouvelle mode. Ce processus s'accélère avec l'augmentation de la richesse. L'acteur principal est l'industrie de l'habillement dans son ensemble, ou plus précisément le segment haut de gamme et du luxe, qui peut faire l'objet d'une analyse sociologique en termes, entre autres, de création, production et d'organisation. L'intérêt pour ce secteur particulier peut également prendre la forme d'un examen des modes de consommation des individus ou des groupes, notamment des catégories sociales, qui utilisent le vêtement comme marqueur de leur identité. Au-delà du cas spécifique de l'habillement, la mode désigne également une forme particulière de changement social, de transformation, de tendance cyclique, de goût collectif, qui se rapporte directement à l'habillement, mais dont les manifestations sociales dépassent largement ce domaine. Et c'est surtout la mode vestimentaire qui fait l'objet des diverses contributions. La mode n'existe pas dans les sociétés tribales et sans classes. Certaines formes sont intrinsèquement plus adaptées que d'autres aux modifications de la mode : l'unité interne des formes dites « classiques » les rend imperméables au changement.

## Mode et femmes
La mode est largement liée aux femmes. De même, lorsque les sociologues s'intéressent à la mode, ils privilégient les jeunes femmes ou les jeunes filles  comme groupe étudié, car elles sont les plus touchées par la mode. En revanche, dans certains articles, les thèmes de la structure sociale, des catégories sociales, qui semblent moins importantes pour les chercheurs de la mode que dans d'autres domaines de la sociologie, sont centraux. De plus, si tous les sujets présentés concernent l'habillement, le lien avec le corps ressort nettement. Certains auteurs, précisément parce qu'ils étudient la mode par rapport à sa dimension féminine, font référence au besoin actuel de perdre du poids, ce qui, au vu des textes concernant les femmes, apparaît comme un problème récurrent.
Dans l'article Blogs personnels de mode : identité, réalité et sociabilité dans la culture de l'apparence, Agnes Rocamora explore la production de normes liées à la mode à travers l'outil qu'est Internet. L'auteur analyse ce qui apparaît dans les blogs de mode du début du XXIe siècle, à savoir la manifestation de l'identité dans cet espace, caractéristique de la position ambiguë des femmes dans la société contemporaine.
Dans Lolita et Sex Bomb, illustrations de la socialisation des filles. L'hypersexualisation en question, Philippe Lyotard et Sandrine Jamain-Samson illustrent la dimension des objets décrits par les fashion studies. Depuis les années 2000, le thème de l'hypersexualisation ou de l'hyper-érotisation des jeunes filles est apparu de manière récurrente, dans la lignée des précédentes Lolita, sex-bomb ou pin-up, autour desquelles s'est developpé un discours spécifique sur la féminité. Les auteurs montrent comment le vêtement joue un rôle dans l'établissement de toutes ces catégories.

## Annexe